# Daphne genkwa
Daphne genkwa Siebold & Zucc. es una especie de arbusto perenne  perteneciente a la familia Thymelaeaceae.

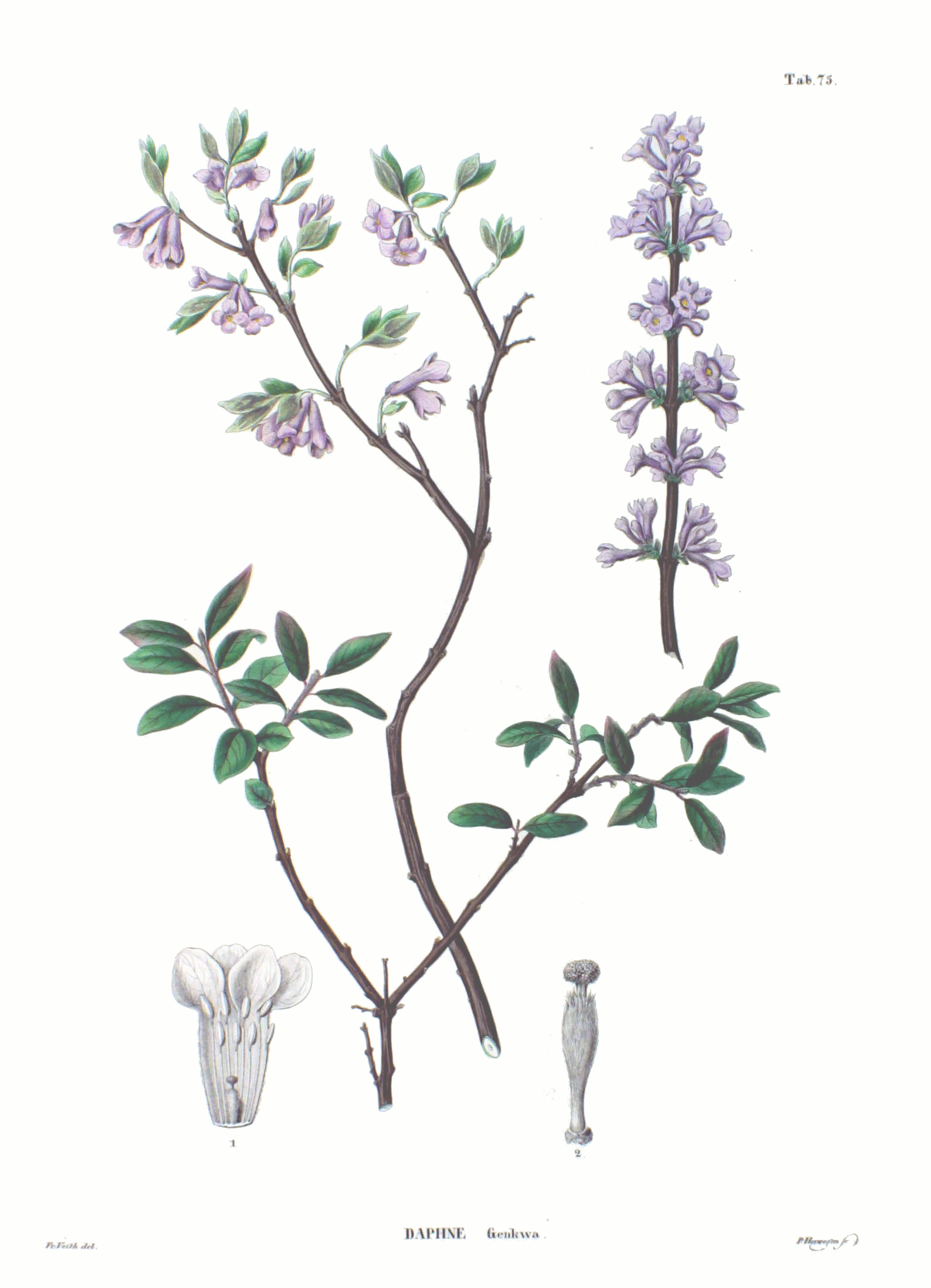
Ilustración

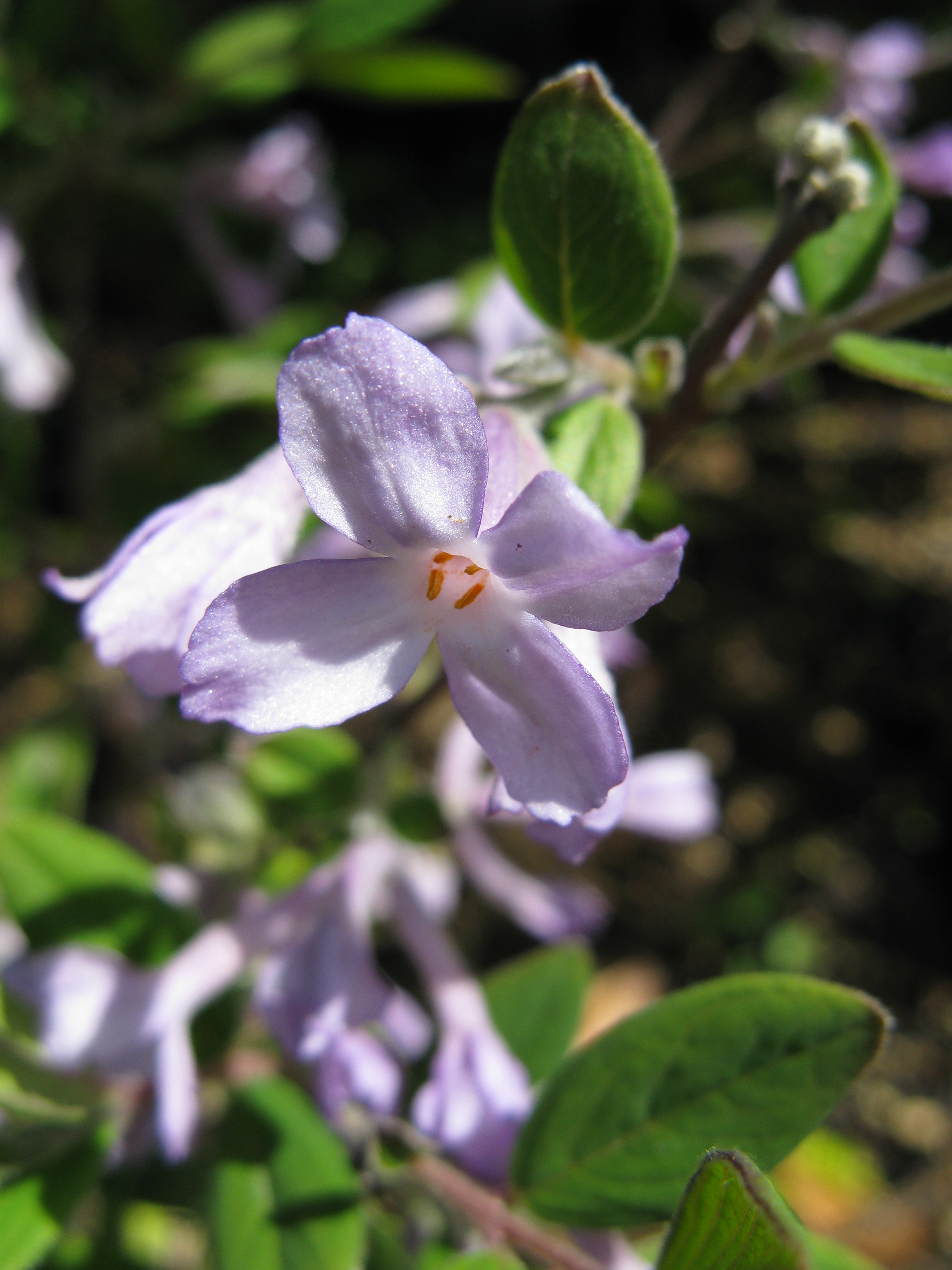
Detalle de la flor

## Hábitat
Son endémicas de China en Henan, Shaanxi, Shandong de los bosques, laderas arbustivas a 300-1000 m s. n. m.

## Descripción
Son arbustos caducifolios que alcanza los 0,3-1 m de altura. Muy ramificados de color verde amarillento o marrón púrpura. Las hojas opuestas, con pecíolo casi ausente de 2 mm, son de color gris pubescente con el limbo oval, oval-lanceoladas, u oblongo-elípticas de 3-4 (-6) × (0,5-) 1-2 cm, de base amplia cuneada o redondeada, ápice agudo o acuminado breve; nervios laterales 5-7 pares. Inflorescencias principalmente laterales, que se producen antes de las hojas, con menor frecuencia en la terminal o en brotes axilares de 3-7 (-15) flores; con pedúnculo por lo general muy corto. Las flores no son fragantes; con pedicelo corto, de color amarillo grisáceo pubescente. Cáliz púrpura azulado, lila, o lavanda; con tubo cilíndrico de 6-11 mm, delgado, con 4 lóbulos. El fruto es una drupa de color blanco a rojizo, negro cuando está seco, elipsoide, de 4 mm.

## Propiedades
Es una de las 50 hierbas fundamentales usadas en la medicina tradicional china donde se la conoce con el nombre chino de :  yuán huā (芫花).

## Taxonomía
Daphne genkwa fue descrito por Siebold & Zucc.  y publicado en Flora Japonica 1(15): 137–138, pl. 75. 1835[1840].
Etimología
Daphne; nombre genérico que lo encontramos mencionado por primera vez en los escritos del médico, farmacéutico y botánico griego que practicaba en la antigua Roma; Dioscórides (Anazarba, Cilicia, en Asia Menor, c. 40 - c. 90). Probablemente en la denominación de algunas plantas de este género se recuerda la leyenda de Apolo y Dafne. El nombre de Daphne en griego significa "laurel", ya que las hojas de estas plantas son muy similares a las del laurel.
genkwa: epíteto
Sinonimia
- Daphne fortunei Lindl.
- Daphne genkwa var. fortunei (Lindl.) Franch.
- Daphne genkwa f. taitoensis Hamaya
- Wikstroemia genkwa (Siebold & Zucc.) Domke[4]